# Carsten Kengeter
Carsten Kengeter (* 31. März 1967 in Heilbronn) ist ein deutscher Manager. Er war Vorstandsvorsitzender der Deutsche Börse AG.

## Leben

### Beruflicher Werdegang
Carsten Kengeter schloss ein Studium an der Fachhochschule für Technik und Wirtschaft Reutlingen als Diplom-Betriebswirt (FH) ab. Außerdem hat er einen Abschluss als BA in Business Administration der Middlesex University in London und als MSc in Finance and Accounting der London School of Economics and Political Science. Seine Berufstätigkeit begann er 1992 im Kreditderivate-Handel bei Barclays de Zoete Wedd Ltd. in London. Von 1997 bis 2008 war er Managing Director und Partner bei Goldman Sachs. Er war dort sowohl Co-Head der Securities Division für Asien (ex Japan) als auch Co-Head European Fixed Income, Currencies and Commodities. 2008 wechselte er als Co-Head Fixed Income, Currencies and Commodities zur UBS, wo er von 2009 bis 2012 Mitglied des Group Executive Board sowie Chairman und CEO der UBS Investment Bank war. Seit 2013 ist Kengeter Gastprofessor im Department of Finance an der London School of Economics and Political Science.
Seit April 2015 war Kengeter Vorstandsmitglied der Deutsche Börse AG, seit Juni 2015 Vorstandsvorsitzender. Er gehört den Führungsgremien mehrerer internationaler Organisationen an, etwa der China Europe International Exchange AG und der b-to-v Partner AG. Darüber hinaus ist er Chairman of the Supervisory Board der Circuitus Capital LLP, Director der FNZ Group Ltd. sowie Mitglied des Beirats der Financial Markets Group, des Systemic Risk Centre der London School of Economics and Political Science und Mitglied des Fixed Income Currencies Commodities Markets Standards Board.
Im Februar 2017 wurden Ermittlungen der Staatsanwaltschaft Frankfurt am Main wegen Insiderhandels gegen Kengeter bekannt. Dabei geht es um den Kauf von 60.000 Aktien des eigenen Unternehmens, die Kengeter im Dezember 2015 zwei Monate vor der Ankündigung der geplanten Fusion mit der Londoner Börse erworben hatte. Im Oktober 2017 gab die Deutsche Börse nach einer außerordentlichen Aufsichtsratssitzung  bekannt, dass Kengeter das Unternehmen zum 31. Dezember 2017 verlassen wird. Zuvor hatte die Staatsanwaltschaft die Ermittlungen wegen des Verdachts auf Insiderhandel wieder aufgenommen, nachdem sich das Amtsgericht Frankfurt am Main nicht auf eine Einstellung des Verfahrens gegen eine Geldauflage von 500.000 Euro eingelassen hatte. Kengeters Vertrag wäre Ende März 2018 ausgelaufen. Sein Nachfolger wurde Theodor Weimer.

### Familie
Carsten Kengeter wurde als einziges Kind der Eheleute Christel und Rainer Kengeter in Heilbronn geboren. Er wuchs in der Landkreisgemeinde Neckarwestheim auf, wo er auch die Grundschule besuchte.
Er ist verheiratet und hat drei Kinder.